# Pauline Fatme

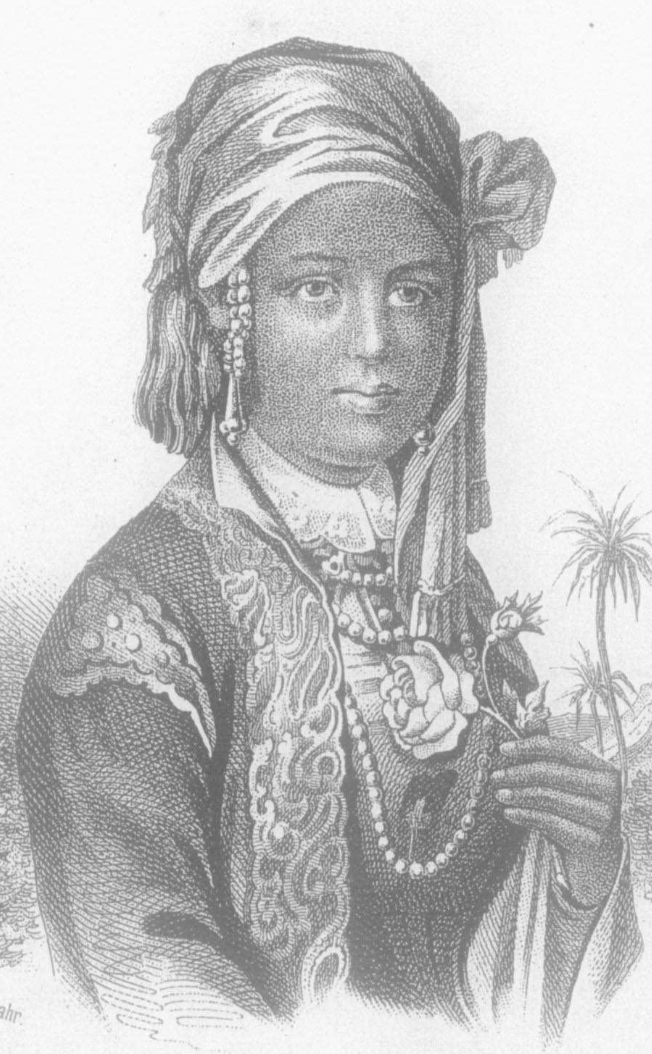
Pauline Fathme (c. 1855)

Pauline Fatme (Oromía, Abisinia, c. 1831
 - Suiza, 11 de septiembre de 1855), fue una misionera protestante etíope. 

## Biografía
Ganomeh nació en la región de Oromía, Imperio etíope, hija de Jai Tshasseda Odah, un líder oromo (o galla). Quedó huérfana a una edad temprana y fue traficada como esclava, primero en Sudán y luego en El Cairo, donde fue conocida como «Fatme» o «Fatima».
A finales de la década de 1840, fue sirvienta en la casa del ornitólogo Johannes Wilhelm von Müller en Württemberg, donde aprendió alemán. En 1852, se bautizó como "Pauline Johanne" en honor a la reina de Württemberg. Se formó como misionera en Korntal con el apoyo de la Sociedad Misionera Protestante de Basilea, con planes de regresar a África para trabajar en la misión de Johann Ludwig Krapf. Sin embargo, enfermó antes de iniciar su viaje y murió en Suiza en 1855.Su tumba se encuentra en el cementerio de Riehen, cerca de St. Chrischona. Un informe de 1857 señaló: «Su sepulcro es para nosotros una continua admonición a no olvidar a los millones de gallas».
Su vida inspiró esfuerzos misioneros en Etiopía, y en 1857 se publicó un libro sobre su historia titulado Pauline Fatme; First Fruits of the Gallas to Christ Jesus.En su memoria, su padrino suizo, Christian Friedrich Spittler, fundó estaciones misioneras en la ruta entre Jerusalén y Abisinia.